# Mirbelia microphylla
Mirbelia microphylla är en ärtväxtart som först beskrevs av Porphir Kiril Nicolai Stepanowitsch Turczaninow, och fick sitt nu gällande namn av George Bentham. Mirbelia microphylla ingår i släktet Mirbelia och familjen ärtväxter. Inga underarter finns listade i Catalogue of Life.